# Suore oblate di Gesù e Maria
Le Suore Oblate di Gesù e Maria sono un istituto religioso femminile di diritto pontificio: le suore di questa congregazione pospongono al loro nome la sigla O.G.M.

## Storia
Le origini della congregazioni risalgono al 1714 circa, quando Maria Maggiori iniziò a raccogliere presso la sua casa di Albano alcune fanciulle povere e a occuparsi della loro educazione insieme con alcune compagne.
Nel 1724 l'opera era già fiorente e numerose erano le ragazze assistite, tanto che il cardinale Fabrizio Paolucci, vescovo di Albano, offrì loro una sede più ampia in via San Pancrazio: il 19 agosto 1727 la Maggiori riuscì ad acquistare l'edificio e iniziò a condurre vita comune con le collaboratrici.
Il 14 aprile 1735 la comunità ricevette in dono un nuovo palazzo in via Cellomaio, che divenne la sede definitiva dell'opera; nel 1742 le consorelle adottarono un abito distintivo e nel 1745 si dotarono di costituzioni. La congregazione, detta delle Oblate di Gesù e Maria, fu approvata da papa Benedetto XIV con decreto dell'8 novembre 1745.
Il conservatorio delle Oblate di Gesù e Maria venne privato delle sue proprietà a causa delle leggi eversive del regno d'Italia, ma la superiora della comunità riuscì a ottenere un decreto di disincameramento e a garantire continuità alla famiglia religiosa.
Le prime filiali furono aperte a partire dal 1932, ma le fondazioni rimasero a lungo limitale all'Italia.

## Attività e diffusione
Le Oblate di Gesù e Maria hanno come fine specifico l'istruzione e l'educazione cristiana della gioventù, soprattutto nelle zone povere.
Oltre che in Italia, sono presenti in Argentina e Brasile; la sede generalizia è ad Albano Laziale.
Alla fine del 2008 la congregazione contava 54 religiose in 11 case.